# پیتر نیومن (دانشمند محیط زیست)
پیتر نیومن (انگلیسی: Peter Newman؛ زادهٔ ۱۹۴۵) بوم‌شناس، و استاد اهل استرالیا است.